# Saint-Caradec-Trégomel

Saint-Caradec-Trégomel este o comună în departamentul Morbihan, Franța. În 1 ianuarie 2022 avea o populație de 468 de locuitori.